# Gare de Kannai
La gare de Kannai (関内駅, Kannai-eki) est une gare ferroviaire de la ville de Yokohama, dans la préfecture de Kanagawa au Japon. La gare est exploitée par la compagnie JR East et le métro de Yokohama.

## Situation ferroviaire
Gare d'échange, elle est située au point kilométrique (PK) 3,0 de la ligne Negishi et au PK 19,7 de la ligne bleue du métro de Yokohama.

## Histoire
La gare de Kannai a été inaugurée le 9 mai 1964. Le métro y arrive le 4 septembre 1973.

## Service des voyageurs

### Accueil
La gare dispose d'un bâtiment voyageurs, avec guichets, ouvert tous les jours.

### Desserte

#### JR East
- Ligne Negishi :
  - voie 1 : direction Ōfuna
  - voie 2 : direction Yokohama (interconnexion avec la ligne Keihin-Tōhoku pour Tokyo et Ōmiya)

#### Métro de Yokohama
- Ligne bleue :
  - voie 2 : direction Shonandai
  - voie 4 : direction Azamino